# 오노 사키
오노 사키(일본어: 小野 早稀 おの さき[*], 1990년 11월 26일 ~ )는 일본의 여성 성우. 도쿄도 나카노구 출신.

## 출연작

### TV 애니메이션
- 경계의 저편 - 웨이트리스
- 환영을 달리는 태양 - 여학생
- 내가 인기 없는 건 아무리 생각해도 너희들 탓이야! - 야구부 매니져
- 히메고토 - 운코(運子)
- 온천 요정 하코네짱 - 하코네쨩
- 비너스 프로젝트 - 오제 로미
- 배의 요정 후나씨 - 냐옷시
- 나조토키네 - 니시카와 아이코
- 케모노 프렌즈 - 라쿤, 킹 코브라
- 케모노 프렌즈 2 - 라쿤, 센
- BEATLESS - 엔도 유카

### 게임
- 데스티니 차일드 - 라쿤
- 신격의 바하무트 - 쉐란
- 오메가 라비린스 라이프 - 아카츠키 히나타
- 온천무스메 - 죠잔케이 이즈미
- 천화백검-참- - 시마즈 마사무네
- 케모노 프렌즈 3 - 라쿤, 큰천산갑
- 한계돌파 캐슬판처즈 - 미코토 발처
- 환수계약 크립트랙트 - 우르드
- 아리아 크로니클 - 나디야, 요리사, 뱀술사